# Wolfgang Mahler
Wolfgang Mahler (* 1959) ist ein ehemaliger deutscher Behindertensportler.

## Leben
Wolfgang Mahler aus Gütenbach ist infolge einer Sprunggelenksversteifung schwerbehindert. Trotz dieser schweren Behinderung wollte er auf die Ausübung von Leistungssport nicht verzichten. Als ihm gemäße Sportart entschied er sich für Wintersport mit dem Schwerpunkt Biathlon.

## Sportliche Leistungen und Erfolge
Als Mitglied der Skinationalmannschaft der DDR nahm er an den Paralympischen Winterspielen 1988 in Innsbruck teil. In der Leistungsgruppe LW 2-8 gewann er dabei 4 × 5 km Relay eine Bronzemedaille.
Nach der Wiedervereinigung wurde er Mitglied der deutschen Paralympischen Nationalmannschaft, mit der er in der Leistungsgruppe 4 bei den Paralympics 1992 zwei Medaillen erstritt: Eine Silbermedaille im 7,5-km-Lauf und eine Bronzemedaille 4 × 5 km.
1994 in Lillehammer wurde er in men`'s standing 4 × 5 km Zweiter und so Gewinner einer Silbermedaille. Zusätzlich zu dieser Medaille gewann er den 3. Platz und damit eine Bronzemedaille im men's classical über 5 km.
Auch bei den Paralympics 1998 in Nagano war er dabei und gewann erneut zwei Medaillen: eine Silbermedaille über 4 × 5 km und eine Bronzemedaille über 15 km.
Schließlich nahm er auch an den Spielen 2000 teil, ohne allerdings Medaillen zu gewinnen. Bereits für den Medaillengewinn 1992 wurde er vom Bundespräsidenten mit dem Silbernen Lorbeerblatt ausgezeichnet.